# Décès en 1303
Décès
- 1299
- 1300
- 1301
- 1302
- 1303
- 1304
- 1305
- 1306
- 1307

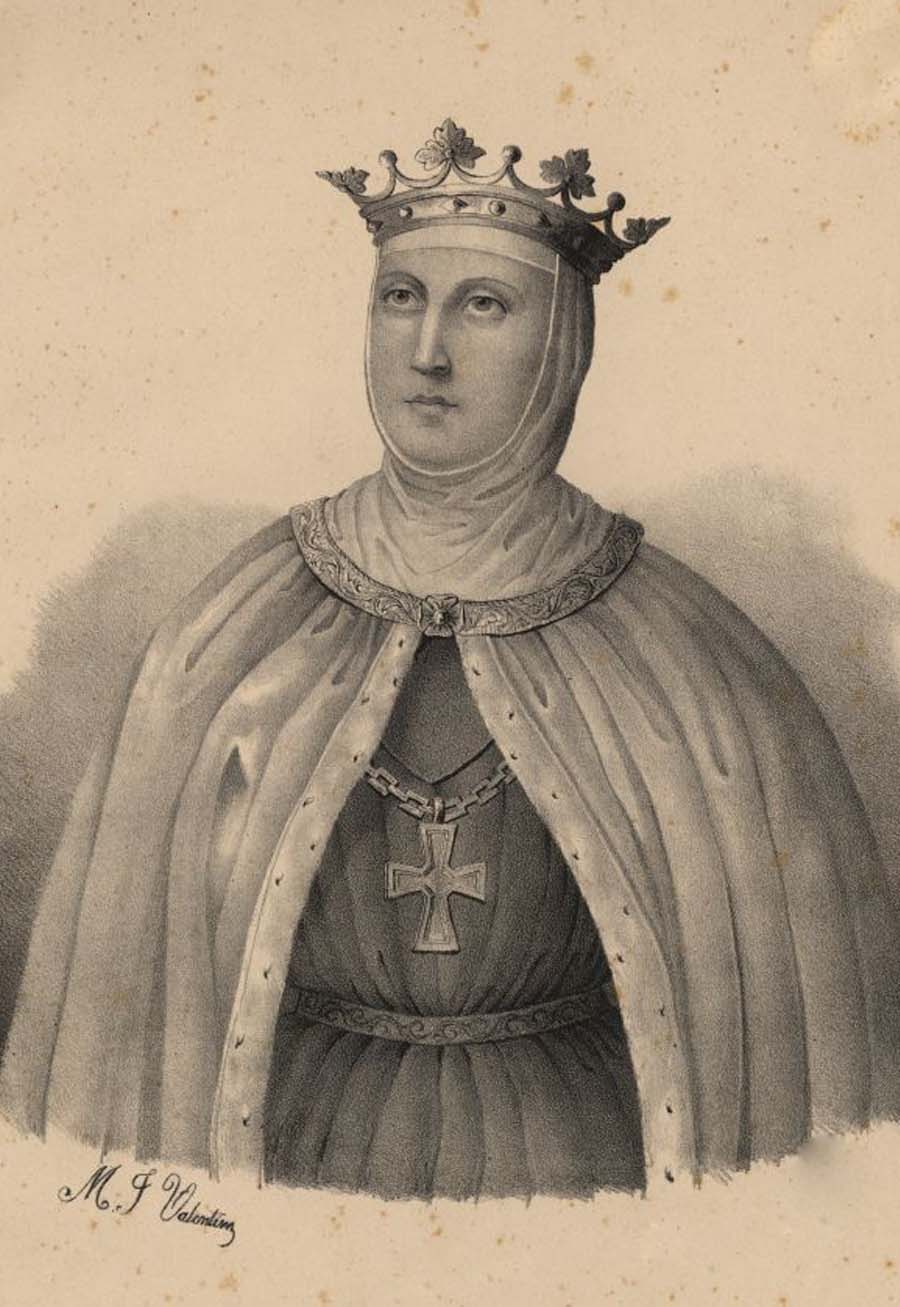
Béatrice de Castille, morte en 1303.

Cette page dresse une liste de personnalités mortes au cours de l'année 1303 :
- février ou mars : Qaïdu, seigneur mongol, adversaire de Kubilai Khan après la mort de Möngke.
- 4 mars : Daniel Moskovski ou Saint Daniel de Moscou, premier prince de Moscou.
- 19 mai : Yves Hélory de Kermartin, prêtre et official du diocèse de Tréguier, sous le règne de Jean Ier de Bretagne.
- 27 mai ou le 21/22 juin : Aymon de Challant, évêque d'Aoste puis évêque de Verceil.
- 6 juillet : Othon VI de Brandebourg, margrave de Brandebourg.
- 8 juillet : Procope d'Oustioug, fol-en-Christ thaumaturge, saint  de la religion orthodoxe.
- 12 juillet : Manegold von Neuenburg, évêque de Bamberg.
- 14 août : Leopold von Gründlach, évêque de Bamberg.
- 22 ou 23 août : Rostaing de la Capre, ancien chanoine et « operarius » d’Arles, archevêque d'Arles.
- 25 août : Ninshō, prêtre Shingon Risshu japonais de l'époque de Kamakura.
- 11 octobre : Boniface VIII, pape.
- novembre : Hugues XIII de Lusignan, sire de Lusignan, comte de la Marche et comte d’Angoulême.
- 1er décembre : Martin de Saint-Germain, évêque de Genève.

- Jean Asen III, tsar de Bulgarie en exil.
- Béatrice de Castille, reine consort de Portugal.
- Constantin Doukas, prince de Thessalie.
- Gérard Ier de Durbuy, comte de Durbuy, seigneur de Roussy et du ban de Villance.
- Guy de Chypre, connétable de Chypre.
- Hugues de Verceil, dignitaire de l'ordre du Temple (avant-dernier maître de la province de Lombardie).
- Jean Ier de Grailly,  sire de Grilly au bailliage de Gex sur les bords du lac Léman, chevalier, vicomte de Benauges et de Castillon, seigneur de Gurzon (Gurson en Dordogne), de Flex (Le Fleix en Dordogne), du Puy, de Châlus (de Puy Châlus en Dordogne), de Ville-la-Grand en Genevois et de Rolle sur le lac Léman, Sénéchal de Gascogne puis de Guyenne pour le compte des Anglais, et Sénéchal de Jérusalem au service du roi de Chypre.
- Othon IV de Bourgogne, comte palatin de Bourgogne et comte d'Artois.
- Kay Qubadh III, ou Abû al-Fath `Alâ’ ad-Dunyâ wa ad-Dîn as-Sultân al-Mu`azim Kay Qubâdh ben Farâmarz ben Kay Kâ'us ou encore Alaeddin Keykubad, sultan seldjoukide de Rum.
- William of Macclesfield, cardinal anglais.
- Marco II Sanudo, troisième Duc de Naxos.
- Philippe de Vienne, seigneur de Pagny, de Seurre et de Mirebel.

## Crédit d'auteurs
- Cet article est partiellement ou en totalité issu de l'article intitulé « 1303 » (voir la liste des auteurs).